# 哈吉·穆巴拉克元帅号潜艇
哈吉·穆巴拉克元帅号潜艇（Rais El-Hadj Mubarek 012,）是阿尔及利亚国家海军装备的第一艘基洛级潜艇，用于取代1982年从苏联海军手中购买的两艘633型潜艇。这艘潜艇以前埃及总统、埃及空军司令穆罕默德·胡斯尼·穆巴拉克命名，以表彰他对阿拉伯世界的贡献。

## 轶事
在1998年，埃及海军将从美国海军手中购买的一艘佩里级护卫舰也命名为“穆巴拉克”号（ENS Mubarak F-911），不过该舰在阿拉伯之春后已经改名为“亚历山德里亚”号。不过这艘潜艇依旧没有改名。